# Onoba turqueti
Onoba turqueti là một loài ốc biển nhỏ, là động vật thân mềm chân bụng sống ở biển trong họ Rissoidae.

## Miêu tả
Độ dài vỏ lớn nhất ghi nhận được là 3.05 mm.

## Môi trường sống
Độ sâu nhỏ nhất ghi nhận được là 5 m. Độ sâu lớn nhất ghi nhận được là 167 m.